# Đại, Hãn Châu
Đại (chữ Hán giản thể: 代县, âm Hán Việt: Đại huyện) là một huyện thuộc địa cấp thị Hãn Châu, tỉnh Sơn Tây, Cộng hòa Nhân dân Trung Hoa. Huyện Đại có diện tích 1.729 km², dân số năm 2010 là 214.091 người. Huyện Đại nằm ở đông bắc Sơn Tây, dưới chân Nhạn Môn Quan.

## Đơn vị hành chính
Huyện Đại chia thành 6 trấn, 5 hương:
- Trấn: Thượng Quán, Dương Minh Bảo, Nga Khẩu, Nhiếp Doanh, Tảo Lâm, Than Thượng.
- Hương: Tân Cao, Dục Khẩu, Thượng Ma Phường, Hồ Dục, Nhạn Môn Quan.